# Arvo Askola
Arvo Askola  (né le 2 décembre 1909 à Valkeala et décédé le 23 novembre 1975 à Kuusankoski) est un athlète finlandais spécialiste du 10 000 mètres. Licencié au Kymintehtaan Urheiluseura, il mesurait 1,74 m pour 65 kg. Il fait partie de la génération des Finlandais volants.

## Biographie

### Palmarès
| Date | Compétition           | Lieu               | Résultat | Performance   |
| ---- | --------------------- | ------------------ | -------- | ------------- |
| 1934 | Championnats d'Europe | Turin (Italie)     | 2e       | 31 min 03 s 2 |
| 1936 | Jeux olympiques d'été | Berlin (Allemagne) | 2e       | 30 min 15 s 6 |

### Records
| Épreuve       | Performance   | Lieu               | Date |
| ------------- | ------------- | ------------------ | ---- |
| 10 000 mètres | 30 min 15 s 6 | Berlin (Allemagne) | 1936 |